# Pissin' Razorbladez
Albums de Angerfist
Mutilate
(2008)
Pissin' Razorbladez est le premier album du producteur et DJ hardcore néerlandais Angerfist. Cet album, commercialisé en 2006 et distribué par le label néerlandais Masters of Hardcore, contient deux CD mélangeant des anciennes et nouvelles productions d'Angerfist. Le bonus de cet album est un DVD en supplément, qui contient un mélange de quelques chansons de l'artiste avec des vidéos des festivals Masters of Hardcore et une vidéo d'un live spécial de son label. Le site néerlandais Partyflock attribue une note de 81 sur 100 à l'album.

## Histoire
Cinq années après avoir diffusé son premier E.P en 2001, Angerfist diffuse son tout premier album le 25 mars 2006 sous le label discographique néerlandais Masters of Hardcore (MoH). Dès sa commercialisation, l'album s'écoule rapidement lors d'une soirée organisée Hemkade à Zaandam.
Le premier disque débute avec Chaos & Evil avec un ton rapide, dark et ajoutant un son agréable au tympan. Sur le même disque, Dortmund '05 fait référence à l'édition de Masters of Hardcore dans le Westfalenhallen à Dortmund. Le deuxième disque débute avec Raise Your Fist provenant de la phrase « Raise your fist for Angerfist! » devenue un hymne à chaque événement dans lequel Angerfist apparaissait. Des collaborations avec d'autres artistes comme Outblast et Dr. Z-Vago sont également exposés. De plus, un DVD bonus est également offert pour l'achat de l'album dans lequel est inclus le passage d'Angerfist à Dominator en 2006.

## Pistes

### Disques
| 1.  | Intro                                     | —                                         | 1:31 |
| 2.  | Chaos & Evil                              | The Gate                                  | 3:55 |
| 3.  | Dortmund '05                              | Masta Ace Incorporated - Ain't U Da Masta | 5:34 |
| 4.  | The Driller Killer                        | —                                         | 4:31 |
| 5.  | Kidnapped Redneck                         | —                                         | 4:35 |
| 6.  | Cannibal                                  | Mortician - Chainsaw Dismemberment        | 4:19 |
| 7.  | End                                       | Blood Omen: Legacy of Kain                | 4:22 |
| 8.  | Dance With The Wolves                     | Inspectah Deck - City High                | 5:11 |
| 9.  | Stainless Steel                           | D12 - Shit On You                         | 4:46 |
| 10. | The Fast Lane                             | A.D.O.R - One For The Trouble             | 3:46 |
| 11. | A Touch Of Insanity                       | DJ LBR & Big Ali – Fuck It Up Right Now   | 4:54 |
| 12. | My Critic Fetish                          | Nas feat. Puff Daddy - Hate Me Now        | 5:05 |
| 13. | Penis Enlargement (2d Edit) (feat. Akira) | —                                         | 4:10 |
| 14. | Dead Man Walking                          | Dawn of the Dead                          | 4:31 |
| 15. | Pissin' Razorbladez                       | The Green Mile                            | 4:18 |
| 16. | Yes                                       | Sexy Beast                                | 4:55 |
| 17. | Spit On You                               | D12 - Shit on You                         | 3:22 |

| 1.  | Raise Your Fist                                               | —                           | 7:10 |
| 2.  | Take U Back                                                   | Akira                       | 6:04 |
| 3.  | Necroslave                                                    | —                           | 4:46 |
| 4.  | The World Will Shiver (T-Junction & Rudeboy Remix)            | —                           | 5:18 |
| 5.  | Criminaly Insane                                              | Rammstein - Sonne           | 4:43 |
| 6.  | Maniac Killa                                                  | Twiztid - Maniac Killa      | 6:19 |
| 7.  | Twisting My Mind                                              | Apogee - This Sound         | 6:11 |
| 8.  | Dominator (Outblast & Angerfist Remix)                        | —                           | 6:50 |
| 9.  | Bonified Alkoholik Music Making Muthafucka (Dr. Z-Vago Remix) | —                           | 4:33 |
| 10. | Fuck Off                                                      | Eminem - Fuck Off           | 4:06 |
| 11. | With The Fresh Style                                          | Large Professor - Large Pro | 4:52 |
| 12. | Killerfist (Akira Remix)                                      | Eminem - My Name Is         | 5:31 |
| 13. | Fuck The Promqueen                                            | Rock                        | 3:34 |
| 14. | Nothing But The Darkside                                      | —                           | 3:44 |

### DVD
1. Angerfist Megamix (8:34)
2. The World Will Shiver (Official Masters Of Hardcore - The Core Supremacy Anthem) (4:01)